# Visio Bernoldi
La Vision de Bernold, en latin Visio Bernoldi, est une vision du Haut Moyen Âge, rédigée par l'évêque Hincmar de Reims, en l'an 877, racontant le périple d'un homme laïc dans l'au-delà. 
Sur son parcours, Bernold rencontre différents hommes religieux et politiques qui se trouvent dans de fâcheuses situations, attendant leur supplice éternel. Chacun sera sauvé par les pouvoirs de l'intercession après que Bernold eut quémandé à leurs proches d'interférer en leur faveur. Véritable message politique, la Vision de Bernold s'apparente à d'autres visions carolingiennes du IXe siècle telles la Vision de la Pauvre Femme, la Vision de Wettin, la Vision d'Eucher et la Vision de Charles le Gros.

## Les visions carolingiennes

L'empire carolingien à la mort de Louis le germanique (876).

La Vision de Bernold appartient à une catégorie historiographique de visions de l'au-delà dénommées « visions politiques », très populaires à l'époque carolingienne. Qualifiées d'outil de propagande par certains historiens, on y dénote les mentalités cléricales autour des questions du rôle et des pouvoirs du souverain, caractérisant l'évolution du système politique et la distanciation que se doit de tenir l'Église dans la législation de l'Empire. Ici, Hincmar est d'autant plus explicite sur sa désapprobation des dérives de certains membres ecclésiastiques que sur la politique des dernières années de règne de l'empereur Charles le Chauve.

### La Vision de Bernold
La vision débute alors qu'un dénommé Bernold tombe subitement malade et se voit cloué au lit pendant plus de quatre jours où il ne peut ni manger, ni parler. Au bout de la quatrième nuit, de peine et de misère, celui-ci réclame à sa femme, et à ses confrères qui l'entourent, la présence d'un confesseur. À travers de lourds sanglots, Bernold transmet au prêtre son étrange vision.

#### Ebon, Leopardel et Énée
Dans la toute première scène, Bernold retrouve quarante-et-un évêques parmi lesquels il reconnaît Ebon, Leopardel et Énée, brûlés et noircis, consumant leur peine dans un lieu inconnu oscillant entre un froid glacial et une « chaleur excessive». Les trois hommes supplient Bernold de retrouver certains de leurs confrères dans le but d'obtenir prières, aumônes et offrandes en leur faveur. Mené par un guide qu'Ebon fait apparaître subitement, Bernold retrouve, dans un grand palais adjacent, quelques évêques dont l'auteur du récit ne mentionne guère le nom. Qui plus est, la présence de ces membres ecclésiastiques inconnus à l'intérieur d'un palais royal suggère pour le lecteur une référence au péché de l'avarice. À son retour, Bernold retrouve les trois individus ainsi que leurs compagnons tous vêtus de blanc; l'intercession semble avoir fonctionné de manière imminente. Les recherches historiques contemporaines ont permis d'identifier Ebon de Reims et Énée de Paris, évêques à la cour de Charles le Chauve. Leopardel est associé par certains historiens à Pardule de Laon.

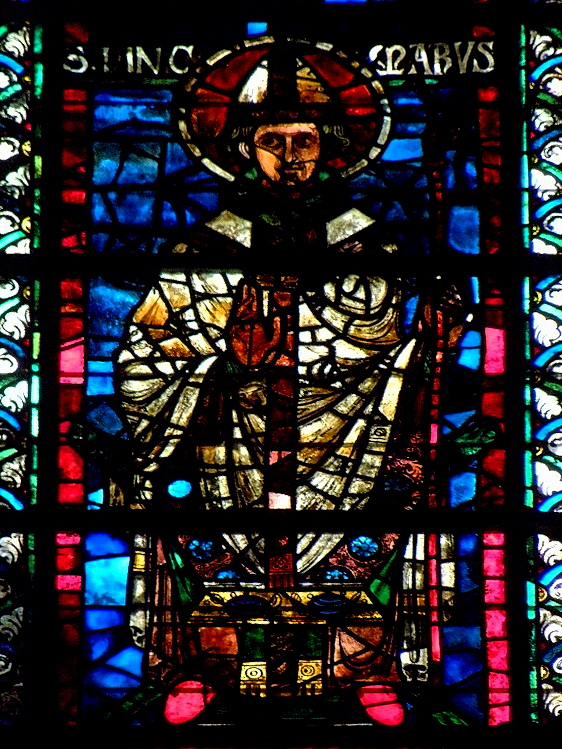
Représentation de l'archevêque Hincmar de Reims sur un vitrail de la basilique Saint-Remi de Reims.

Ebon de Reims fut archevêque de Reims (816-835, 840-841) dans les années qui précédèrent celles d'Hincmar de Reims (845-882). Homme de lettres très influent sous le règne de Louis le Pieux, il fut disgracié et retiré de ses fonctions à deux reprises : une toute première fois à cause de son implication dans la confession publique de Louis le Pieux en l'an 835, puis, en 841, lors de l'ascension de Charles le Chauve sur le trône. Il meurt à Hildesheim en 851 après avoir été nommé évêque du diocèse par l'empereur Louis le Germanique. Le ressentiment d'Hincmar à l'égard de son successeur est assez éloquent dans une lettre qu'il adresse au pape Nicholas I, incitant ce dernier à ne pas s'embêter à inscrire le nom d'Ebon sur la liste des évêques de Reims à l'entrée de son église. De pareils reproches apparaissent dans la Vision de Raduin, rapportée par Flodoard de Reims, alors que la sainte Vierge souligne la négligence d'Énée envers ses devoirs de sainteté. À l'intérieur du récit, son passé dans les hautes sphères ecclésiastiques ne suggère aucun avantage dans son attente du Jugement Dernier. Dans le même ordre d'idées, les relations qu'entretenait Hincmar avec Énée et Pardule étaient tout aussi tendues. Plusieurs différends avaient éclaté au synode d'Attigny, au mois de juin 870, entre Hincmar et Énée à propos de la chapelle de Follembray. La seule mention connue de Pardule de Laon se situe à l'intérieur d'un conflit administratif d'une concession de terres rattachées au domaine de l'Église de Reims.

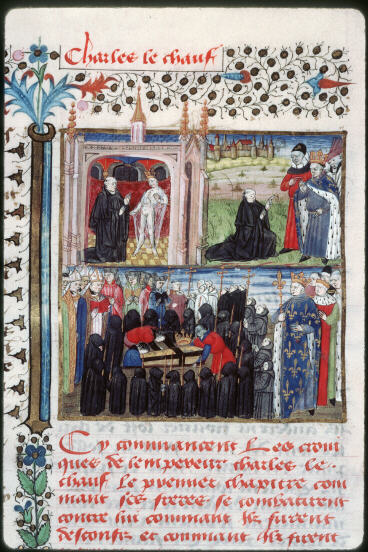
Mise en sépulture de Charles le Chauve à Saint-Denis, en l'an 884, après être apparu en vision à un moine de Saint-Denis. (France, XVe siècle)

#### Charles le Chauve
La deuxième scène présente Charles le Chauve, couché et mangé par les vers, dans un lieu morbide et infect. Encore une fois, on assiste à la supplication du défunt d'aller retrouver un intercesseur qui saura, de bonne grâce, le sauver de ce supplice. C'est Hincmar lui-même, s'apprêtant à chanter la messe, tout de blanc vêtu, que Bernold rejoint dans un lieu avoisinant décrit comme le requies sanctorum. Lorsque Bernold revient sur les lieux du condamné, Charles est sauvé et revêt ses habits royaux.
Les dernières années de règne de Charles le Chauve avaient été sévèrement réprouvées par l'archevêché de Reims qui occupait alors le titre de grand conseiller. Son manque de piété semble être au cœur des réprimandes. De plus, fier défenseur du partage de Verdun (843), Hincmar désapprouva les politiques italiennes de l'empereur allant jusqu'à répudier son titre royal. Sa punition sera sévère : Charles finit par le faire remplacer et oblige celui-ci à refaire ses vœux de loyauté. Il reprit ses fonctions à la mort de ce dernier. 
Ainsi, Hincmar de Reims, à travers la Visio Bernoldi, transmet une recommandation quant à l'importance des relations ecclésiastiques à la cour impériale. Cet avertissement est d'autant plus exhaustif dans une lettre plus tardive destinée au successeur de Charles le Chauve, Louis le Germanique : « Car nous lisons que de bons rois, nouvellement constitués, leur convoquèrent de bons conseillers et que les gens de ces royaumes reçurent beaucoup de bonnes choses par l'intermédiaire de ces bons rois et de ces bons conseillers. ».

#### Jessé et le comte Othaire
Plus loin sur son chemin, Bernold retrouve un personnage du nom de Jessé, à l'intérieur d'une énorme pierre, qui l'interpelle. Reproduisant de façon similaire le même schéma narratif, Bernold aperçoit, un peu plus loin, quelques intercesseurs à qui il expose la situation. À son retour, il retrouve Jessé, libéré de sa charge. Ce personnage reste non identifié par les historiens, mais certains énonceraient la ressemblance à un ancien d'évêque d'Amiens qui aurait trahi Louis le Pieux. Puis, Bernold tombe sur le comte Othaire « tout le corps infecté de crasse et de saleté ». À ce jour, la seule mention de ce comte apparaît dans la charte 425 de Charles le Chauve, publiée dans le Recueil des actes de Charles II, par l'historien Georges Tessier. Ces actes mentionnent, entre autres, la fondation de la chapelle royale à Compiègne le 5 mai 877.
La vision se termine sur une curieuse scène qui reste, encore aujourd'hui, inexplicable. Hincmar présente un étrange débat entre deux êtres qu'il n'identifie pas. Les deux personnages débattent sur le sort de Bernold : l'un lui promet un retour immédiat à son corps et une longue existence, alors que le second lui confirme une mort prochaine. De retour à son corps, Bernold demande sa sainte communion. L'historien Paul Dutton identifie cette dernière scène comme une démonstration des facultés médicales et thérapeutiques de l'eucharistie.

## Le rôle des prières, des messes et des aumônes
« Ce n'est pas tant le châtiment que je subis qui m'accable que la crainte de ce que tu vas voir. » 
Avertissement lancé à Bernold, par Jessé, avant que celui-ci ne regarde au fond du puits qui se trouve à leurs côtés.
« Chaque jour, dit Jessé, ils font de même et elles sont soumises à ce traitement une fois par jour, les pauvres âmes dont ne s'inquiètent pas leurs amis. Si certains pensaient à elles, elles n'encouraient pas cette punition. » 
Jessé décrit le sort de quatre âmes qui se trouvent au fond du puits.
La thèse centrale du récit de voyage de Bernold est le pouvoir l'intercession. En effet, chaque personnage est sauvé de manière instantanée grâce aux prières d'un membre ecclésiastique, de la famille du défunt ou, dans le cas du comte Othaire, de celles des membres d'un tribunal. Cet effet est accentué par la répétition des scènes qui comprennent, chacune à leur tour, une péripétie similaire. On y voit alors refléter le grand projet de réformes qui s'opéra à l'intérieur de l'Empire carolingien. En effet, le clergé s’arrogea la prise en charge du sort des défunts; les membres ecclésiastiques devenaient de véritables missionnaires guidant leur peuple au Salut divin. C'est principalement à travers une restructuration du monachisme que l'on observe l'intégration des prières, des messes et des aumônes dans l'interférence entre les morts et les vivants,. 
Les visions deviendront un véritable outil littéraire pour le clergé dans la promulgation d'un message religieux qui fonctionnait auparavant par la peur et l'appréhension,. À travers celles-ci, on présentait deux lieux antagonistes qui, par leur binarité, favorisait l'imaginaire du citoyen dans sa conception de l'au-delà. L'Enfer revêtait une série de caractéristiques nauséabondes, grotesques et effrayantes s'opposant à la promesse de lieux paradisiaques. Ce « christianisme de la peur » offrait une immédiateté et une compréhension tangible du sort d'un citoyen face au concept de l'attente du Jugement Dernier. Plus spécifiquement, dans cette vision, les temps et les espaces se retrouvent interreliés. La juxtaposition du présent et du futur (les défunts sont sauvés de manière immédiate), ainsi que les lieux (Bernold voyage aisément entre l'au-delà et la vie terrestre) rendent compte du pouvoir de l'Église dans ses interventions,. Hincmar se place ici lui-même comme intercesseur de la plus haute importance : celui qui sauvera Charles le Chauve des feux de l'Enfer. 

## Des signes d'un pré-purgatoire
L'avènement du purgatoire, dans la conception théologique du Moyen Âge, reste sujette à débat chez les historiens. Dans son ouvrage La naissance du purgatoire, Jacques Le Goff situe la configuration du troisième lieu au XIIe siècle avec l'apparition du terme purgatorium dans les écrits ecclésiastiques. Thèse reprise par Phillipe Ariès, le qualificatif adapté pour ces espaces intermédiaires, qui apparaissent assez tôt dans la littérature, serait plutôt pré-purgatoire. Le terme « pré-purgatoire » s'apparenterait alors autant à des lieux qu'à des états; distinction décisive de cet espace défini que deviendra le Purgatoire. Il est d'ailleurs notable d'y souligner l'influence des anciennes croyances eschatologiques telles le refrigerium ou le sein d'Abraham. Ces receptacula se situeraient géographiquement comme un étage séparé du Paradis ou encore de l'Enfer, selon les récits, comme il apparaît dans la Vision de Bernold. 
D'un autre point de vue, l'historien Claude Carozzi démontre que le système pénitentiel est déjà bien en place dès le VIIIe siècle. Il soutient que la Visio Bernoldi expose un lieu d'attente défini où les âmes sont jugées et châtiées. Ainsi, les conceptions de Saint Augustin et de Grégoire le Grand quant à l'au-delà, puis l'influence du système de pénitence des Irlandais, auraient construits la base théologique du purgatoire dans les concepts ecclésiastiques bien avant l'apparition du terme.

## Influences
Moi, Hincmar, informé de ces faits par la rumeur publique, je les ai fait consigner par la plume du prêtre susdit, homme de grand sens et d'honnête vie, à qui Bernold les relata, parce que ce dernier n'a pas pu me joindre. J'y ajoute foi, pour en avoir lu d'analogues dans le livre des Dialogues de saint Grégoire, dans l'Histoire des Anglais (de Bède), dans les écrits de saint Boniface, évêque et martyr, et d'autres encore révélés à un certain Wittin, à notre époque, au temps de l'empereur Louis.
On dénote une comparaison dans le commentaire final d'Hincmar de Reims avec les récits de l'au-delà de Bède le Vénérable, de saint Boniface et de Grégoire le Grand qui tente, de manière plus ou moins subtile, assurer la preuve de son honnêteté. Également, celui-ci mentionne un certain Wittin qu'on reconnaît comme personnage central de la Vision de Wettin.

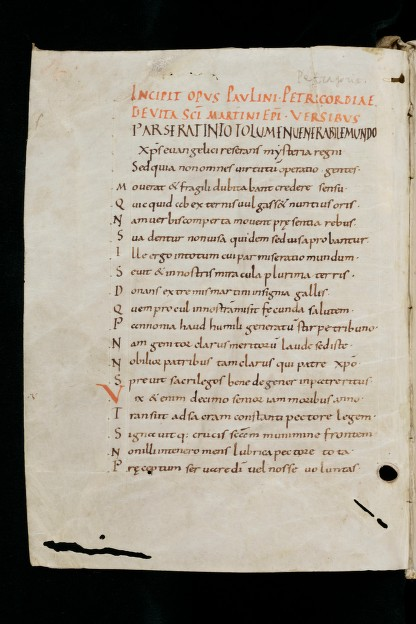
La Visio Wettini fût l'une des plus célèbres visions de l'au-delà carolingien. Manuscrit écrit à l’Abbaye de Saint-Gall vers 900. Contient une copie de la Visio Wettini de Haito et de Walahfrid Strabonet.

Des caractéristiques similaires du péché « véniel », concept avancé par Grégoire le Grand dans les Dialogues IV, sont perceptibles dans la Vision de Bernold. L'intégration d'un péché intermédiaire, qui peut, dans les deux cas, être racheté par les pouvoirs de l'intercession, trace une comparaison explicite entre les deux œuvres. L'intervention en faveur d'un condamné est en effet: « [...] l'un des aspects les plus utilitaires des visions... ». Comme le remarque l'historien Michel Aubrun, la section LVII des Dialogues, qui présente un garçon de bain souhaitant se racheter de ses péchés, était clairement connue par l'archevêché Hincmar de Reims,. Alors que cet homme ne trouvera répit de sa condition humiliante que par la célébration de messes, c'est par l'offrande de l'hostie salutaire d'un prêtre que celui-ci sera sauvé. La morale qui conclut le récit dont Grégoire transmet à Pierre, démontre, à elle seule, des similitudes de la relation de Bernold avec les différents condamnés de la Visio Bernoldi: « Voilà qui montre combien est profitable aux âmes l'immolation de l'oblation sacrée. Les esprits des morts eux-mêmes la réclament aux vivants et indiquent les signes qui marqueront leur absolution obtenue grâce à elle.».
Bède le Vénérable fut également auteur de nombreuses visions pendant le Haut Moyen Âge dont les plus célèbres furent la Vision de Drythlem et la Vision de Fursey dans son Histoire ecclésiastique du peuple anglais. Grande influence sur les membres du clergé, Claude Carozzi dénote une topographie similaire des lieux d'attente dans la Vision de Drythlem de Bède et celle de Bernold. 
La Vision de Wettin est une vision célèbre du Haut Moyen Âge rédigée sous deux versions par Heito et par Walafrid Strabo, dans la première moitié du IXe siècle. Souvent associée à une « vision politique carolingienne » alors qu'on y retrouve Charlemagne dévoré par une énorme bête, cette sur-simplification est dénoncée par certains historiens, alors qu'on réfère plutôt ici à l'utilisation d'Antoine de Monchy de la vision comme outil polémique, de manière beaucoup plus tardive, dans sa lutte contre les protestants. En effet, la Visio Wettini est surtout reconnue pour son influence sur de semblables visions contemporaines, alors qu'on retrouve une imagerie très détaillée de la cartographie de l'au-delà carolingien, ainsi que des purgations de certains membres ecclésiastiques.

## Manuscrits
La Visio Bernoldi nous est parvenue sous trois versions. C'est la version A, la plus complète et la plus ancienne, qui figure, entre autres, dans la Patrologia Latina. Les manuscrits médiévaux sont rares, trois copies sont connues mais ont été perdues.
Version A : contient une lettre d'Hincmar de Reims, la vision dans son entièreté ainsi que des commentaires de l'évêque. La seule copie médiévale qui nous soit parvenue complète figure à la Bibliothèque Nationale de France dans une hagiographie de 205 pages datant du Xe siècle. On possède également une version provenant de la collection du prêtre Jacques Sirmond à la Bibliothèque Nationale de France retranscrite d'un manuscrit de l'abbaye d'Hérivaux.
Version B : version abrégée du récit qui se termine à l'apparition de Jessé. Écrite dans un style plus sophistiqué, celle-ci semble indiquer une correction volontaire de la version A. La seule copie manuscrite se trouve à la Bibliothèque Royale de Belgique de la collection de sermons et de pamphlets théologiques conservée par Yves de Chartres et Anselme de Cantorbéry. 
Version C : version très abrégée où seulement la scène des quarante et un évêques et l'apparition de Charles le Chauve figurent. Elle constitue les chapitres 3 et 18 du IIIe livre de l'Histoire de l'Église de Reims, ouvrage historiographique rédigé par l'historien Flodoard de Reims, aux alentours de l'an 953. Cet ouvrage important relate la vie des évêques de Reims, de sa fondation à l'arrivée de l'auteur. Elle fut publiée et traduite en français à Reims, en 1580, par Nicolas Chesneau, puis retraduite et republiée par le prêtre Jacques Sirmond en 1611. En 1617, George Gouverner se basant sur sept autres manuscrits offre une version plus étendue.

#### Monographies
- Claude Carozzi, « Les carolingiens dans l'au-delà », dans Haut Moyen-Âge. Culture, éducation et société, La Garenne-Colombes, Éditions européennes Erasme, 1990, 630 p. (ISBN 9782738800893).
- (en) Paul Edward Dutton, The Politics of Dreaming in the Carolingian Empire, Lincoln, University of Nebraska Press, coll. « Regents studies in medieval culture », 1994, 329 p. (ISBN 0-8032-1653-X, lire en ligne).
- Grégoire le Grand (trad. du latin par Adalbert de Vogüé), Dialogues, vol. 3, t. IV, Paris, Les Éditions du Cerf, 1980, 370 p. (ISBN 2-204-01543-1), p. 185-189.
- M. Guizot, Collection des mémoires relatifs à l'Histoire de France, depuis la fondation de la monarchie française jusqu'au 13e siècle, vol. V, Paris, J.-L.-J. Brière, 1824 (lire en ligne).
- Michel Lauwers, « Mort(s) », dans Jacques Le Goff et Jean-Claude Schmitt, Dictionnaire raisonné de l'Occident médiéval, Paris, Fayard, 1999 (ISBN 9782213602646), p. 771-789.
- Jacques Le Goff, « Au-delà », dans Jacques Le Goff et Jean-Claude Schmitt, Dictionnaire raisonné de l'Occident médiéval, Paris, Fayard, 1999 (ISBN 9782213602646), p. 89-101.
- Jacques Le Goff, La naissance du Purgatoire, Paris, Galimard, 2014 (1re éd. 1981), 491 p. (ISBN 978-2-07-025410-1 et 2-07-025410-0).
- Lester K. Little, « Moines et Religieux », dans Jacques Le Goff et Jean-Claude Schmitt, Dictionnaire raisonné de l'Occident médiéval, Paris, Fayard, 1999 (ISBN 9782213602646), p. p. 741-758.
- Alexandre Micha, La vision de Bernold » dans Voyages dans l'au-delà : d'après des textes médiévaux, IVe – XIIIe siècles, Paris, Klincksieck, 1992, 197 p. (ISBN 978-2-252-02876-6), p. 71-74.
- Georges Tessier, Recueil des actes de Charles II le Chauve. Tome II. 861-877, Paris, Imprimerie nationale, 1952, 653 p.

#### Articles
- Philippe Ariès, « Le Purgatoire et la cosmologie de l'Au-delà », Annales. Économies, Sociétés, Civilisations, vol. 38, no 1,‎ 1983, p. 151-157..
- Michel Aubrun, « aractères et portée religieuse et sociale des "Visiones" en Occident du VIe siècle au XIe siècle », Cahiers de civilisation médiévale, no 90,‎ avril-juin 1980, p. 109-130.
- Claude Carozzi, « Jacques Le Goff – La naissance du Purgatoire », Cahiers de civilisation médiévale, vol. 28, no 110,‎ 1985, p. 264-266..
- Aaron Gourevitch, « Au Moyen Âge : conscience individuelle et image de l'au-delà », Annales. Économies, Sociétés, Civilisations, vol. 37, no 2,‎ 1982, p. 255-275.
- (en) Richard Matthew Pollard, « Nonantola and Reichenau. A New Manuscript of Heito’s Visio Wettini and the Foundations for a New Critical Edition », Revue Bénédictine, vol. 120, no 2,‎ 2010.
- (en) Maaike van der Lugt, « Tradition and Revision. The Textual Tradition of Hincmar of Reims’ Visio Bernoldi With a New Critical Edition », Archivum Latinitatis Medii Aevi, no 52,‎ 1994, p. 109-149 (lire en ligne).